# براينت كلارك
براينت كلارك (بالإنجليزية: Bryant Clark)‏ هو سياسي أمريكي، ولد في 31 أكتوبر 1974 في جاكسون في الولايات المتحدة. حزبياً، نشط في الحزب الديمقراطي. وقد انتخب عضو مجلس نواب مسيسيبي.